# Ursula Röthlisberger
Pour les articles homonymes, voir Röthlisberger.
Ursula Röthlisberger, née en 1964 à Soleure, est une chimiste suisse, professeure de chimie computationnelle à l'École polytechnique fédérale de Lausanne. 
Elle travaille sur la théorie de la fonctionnelle de la densité en utilisant des méthodes mixtes de mécanique quantique et de mécanique moléculaire (QM/MM (en)). Elle est rédactrice en chef adjointe du Journal of Chemical Theory and Computation de l'American Chemical Society.

## Biographie

### Origines et formation
Ursula Röthlisberger est née en 1964 à Soleure. 
Elle étudie la chimie physique à l'Université de Berne. Elle obtient son diplôme de chimie en 1988 et son doctorat sous la direction d'Ernst Schumacher en 1991, avec une thèse portant sur les propriétés structurelles et électroniques des agrégats de sodium,. 
Elle rejoint IBM Research – Zurich en tant que doctorante avec Wanda Andreoni. Elle travaille chez IBM Zurich en tant que postdoctorante jusqu'en 1992. Röthlisberger déménage à l'université de Pennsylvanie pour travailler avec Michael L. Klein (en). En 1995, elle s'installe en Allemagne et rejoint le groupe de Michele Parrinello à l'Institut Max Planck de recherche sur l'état solide. Ensemble, ils utilisent la méthode Car-Parrinello (en) pour étudier des amas de silicium à l'échelle nanométrique.

### Recherche et carrière
Röthlisberger est nommée professeure adjointe à l'École polytechnique fédérale de Zurich en 1996. Elle est la première femme à remporter le prix Ruzicka décerné par cette école en 2001. Elle rejoint l'École polytechnique fédérale de Lausanne en tant que professeure associée en 2002 et elle est nommée professeur ordinaire en 2009. En 2005, elle est la première femme à recevoir la médaille Dirac de l'Association mondiale des chimistes théoriques et computationnels.
Röthlisberger travaille sur la théorie de la fonctionnelle de la densité, étendant la méthode Car-Parrinello pour inclure des simulations QM/MM (en) dans un code appelé CPMD,. Les systèmes QM/MM traitent la partie électroniquement active d'une structure moléculaire comme un système de mécanique quantique, tandis que le reste de la molécule est traité classiquement en utilisant la mécanique moléculaire. Elle utilise ses systèmes hybrides Car-Parrinello pour étudier les réactions enzymatiques afin de concevoir des composés biomimétiques. Röthlisberger étend également QM/MM pour inclure les transitions entre l'état fondamental et l'état excité, permettant ainsi de prédire la séparation de charges photoinduites (en) et le transfert d'électrons (en). Elle travaille également sur les simulations ab initio de systèmes biologiques et a ajouté les interactions de Van der Waals des macromolécules à la théorie de la fonctionnelle de la densité. Elle utilise ses simulations pour plusieurs applications différentes, notamment la conception de nouveaux matériaux pour le photovoltaïque et l'exploration des mécanismes opérationnels de la chimiothérapie,,. En 2017, elle démontre que la prise d'Auranofine pendant le traitement par RAPTA-T améliore l'activité du médicament anticancéreux,. 
Elle donne des cours de simulations Monte Carlo et de dynamique moléculaire. 

### Engagements
Röthlisberger soutient les jeunes femmes scientifiques et participe au mentorat des chercheuses en début de carrière. Elle a contribué au livre A Journey into Time in Powers of Ten. Elle s'intéresse à l'art scientifique, régulièrement utilisé dans les revues dans lesquelles elle publie.
- 2001 Prix Ruzicka de l'École polytechnique fédérale de Zurich[5]
- 2004 Médaille Dirac de l'Association mondiale des chimistes théoriques et computationnels[6]
- 2015 Prix de la conférence de la Société européenne de chimie (en) (EuChemS)[9]
- 2015 Membre de l'Académie internationale des sciences moléculaires quantiques [19]
- 2016 La Fondation Suisse pour le Prix Doron[20],[21]
- 2018 Fellow de l'Association américaine pour l'avancement des sciences[22]